# 高森啓吾
高森 啓吾（たかもり けいご、1976年4月3日 -）は福岡県大牟田市出身の日本の柔道家、総合格闘家。現役時代は95kg超級及び100kg超級の選手。身長180cm。体重120kg。

## 人物
柔道は幼稚園の時に始めた。歴木中学2年の時には全国中学校柔道大会の団体戦で3位に入った。3年の時には全国中学校柔道大会の78kg超級で決勝まで進むが、国士舘中学3年の小塚義隆に1-2の微妙な判定で敗れた。マルちゃん杯の個人戦では優勝した。なお、この時期には大宮中学1年の井上康生に勝ったこともあるが、その際に井上が父親に正座をさせられて厳しく叱責されていたのを見て、「(2歳年上で全国2位である)俺に負けたんだからしょうがねぇじゃないかよ、そんな怒んなよ」と思ったという。一方で、この当時柔道に取り組んでいて、後に大相撲で大関となった千代大海と取っ組み合いの喧嘩をして叩きのめしたという噂には、仲の良い相手だったとして明確に否定した。
大牟田高校へ進むと、1年の全国高校選手権の個人戦無差別では優勝候補でありながら、3回戦で天理高校1年の村元辰寛に有効で敗れた。しかしながら、団体戦では準決勝で世田谷学園高校と対戦すると、4人抜きの大活躍を演じて決勝まで進むが、東海大相模高校戦では引き分けてチームも2位に終わった。2年の時には県内のライバルである柳川高校2年の猿渡琢海に敗れてインターハイには出られなかった。全日本ジュニアでは決勝まで進むが、東海大学2年の窪田茂に技ありで敗れた。全国高校選手権の個人戦では準決勝で八千代松蔭高校2年の吉永喜史に谷落で技ありを先取されるも横四方固で逆転勝ちしたが、決勝では村元に0-3の判定で敗れた。団体戦では、1年後輩で後にアテネオリンピックの81kg級に出場した塘内将彦とともに活躍できずに、初戦で大谷高校に敗れた。3年のインターハイ重量級では準決勝で吉永を崩上四方固で破ると、決勝では村元相手に優勢に試合を進めながら終了間際に有効を取られて敗れた。全日本ジュニアでは3位にとどまった。
1995年には日本大学へ進学すると、1年の時には優勝大会で2位となった。3年の時には決勝で国士舘大学を破って優勝大会で優勝を飾った。4年の時には講道館杯100kg超級で3位となった。
1999年には綜合警備保障の所属となると、体重別100kg超級で3位になった。アジア選手権無差別の決勝では地元中国の潘松に敗れて2位にとどまった。
柔道を引退後は総合格闘技に転向すると、2003年にはIKUSAにおいてデビューを果たした。「パンクラスMEGATON」から｢SAMURAI SWORD｣の一員となり、パンクラスやDEEP、K-1の大会などにも参戦した。

## 主な戦績
(階級表記のない大会は全て95kg超級及び100kg超級での成績)
- 1990年 - 全国中学校柔道大会 団体戦 3位
- 1991年 - 全国中学校柔道大会 78kg超級 2位
- 1991年 - マルちゃん杯 優勝
- 1992年 - 金鷲旗 5位
- 1993年 - 全国高校選手権 団体戦 2位
- 1993年 - 金鷲旗 5位
- 1993年 - 全日本ジュニア 2位
- 1994年 - 全国高校選手権 2位
- 1994年 - 金鷲旗 5位
- 1994年 - インターハイ 2位
- 1994年 - 全日本ジュニア 3位
- 1995年 - 優勝大会 2位
- 1997年 - 優勝大会 優勝
- 1998年 - 優勝大会 5位
- 1998年 - 講道館杯 3位
- 1999年 - 体重別 3位
- 1999年 - アジア選手権 無差別 2位